# Micropsectra clastrieri
Micropsectra clastrieri е насекомо от разред Двукрили (Diptera), семейство Хирономидни (Chironomidae).